# Anna Gúseva
Anna Serguéyevna Gúseva –en ruso, Анна Сергеевна Гусева– (Moscú, URSS, 27 de julio de 1987) es una deportista rusa que compitió en natación, en la modalidad de aguas abiertas. Ganó una medalla de bronce en el Campeonato Europeo de Natación de 2010, en la prueba de equipo mixto.

## Palmarés internacional
| Campeonato Europeo | Campeonato Europeo | Campeonato Europeo | Campeonato Europeo |
| Año                | Lugar              | Medalla            | Prueba             |
| ------------------ | ------------------ | ------------------ | ------------------ |
| 2010               | Budapest (Hungría) | Medalla de bronce  | Equipo mixto       |